# Movimento dei Progressisti
Il Movimento dei Progressisti (in francese: Mouvement des progressistes) è un partito politico francese fondato il 4 novembre 2009; inizialmente noto come Movimento Unitario Progressista (Mouvement unitaire progressiste), ha assunto l'attuale denominazione il 4 ottobre 2014.

## Storia
Fondato per iniziativa di Robert Hue, fuoriuscito su posizioni moderate dal Partito Comunista Francese. Alle elezioni regionali del 2010, l'MDP ha ottenuto cinque consiglieri regionali: tre in Piccardia e due in Île-de-France, a quest'ultimo i suoi eletti hanno formato un gruppo con gli eletti del Partito radicale di sinistra (PRG).
Nel 2012 il partito decide di appoggiare fin dal primo turno delle elezioni presidenziali la candidatura di Francois Hollande, che risulta poi eletto. Alle successive elezioni legislative elegge Jean-Noël Carpentier come deputato e Robert Hue come senatore.
Nel 2017, conta due deputati all'Assemblea Nazionale (Sébastien Nadot e Cécile Rilhac), aderenti al gruppo REM. Sébastien Nadot è stato escluso nel 2018. Cécile Rilhac lascia Movimento dei Progressisti nel 2019.